# كوتكا

موقع كوتكا

شعار كوتكا

كوتكا (Kotka تعني حرفياً النسر) مدينة فنلندية في إقليم كومنلاكسو يقطنها 54.769 ساكن.
يغطي نطاقها البلدي مساحة 949.75 كم² منها 678.45 من المياه. وتبلغ الكثافة السكانية 201.88 نسمة \ كم².
يقع وسط مدينة كوتكا على جزيرة كوتكانساري . البلدية رسمياً أحادية اللغة وهي الفنلندية.
أشهر فرق كوتكا الرياضية كي تي بي (Kotkan Työväen Palloilijat). الذي يتنافس حالياً في كرة القدم وكرة السلة.

## توأمة
مدينة كوتكا متوأمة مع 10 مدن حول العالم. وبالإضافة إلى ذلك، للمدينة اتفاقات تعاون مع سانت بطرسبورغ و مقاطعة تالين الشمالية . في قطاع التعليم ويشترك في فيبورغ، سانت بطرسبورغ، وتالين مع المؤسسات التعليمية.
| - فريدريكستا، النرويج - غيفغليا، جمهورية مقدونيا - غدنيا، بولندا - غلوستروب، الدنمارك - غرايفسفالت، ألمانيا - كليبيدا، لتوانيا | - كرونشتادت، روسيا - لاندسكرونا، السويد - لوبيك، ألمانيا - تايزو، الصين - تالين، إستونيا |

## صور

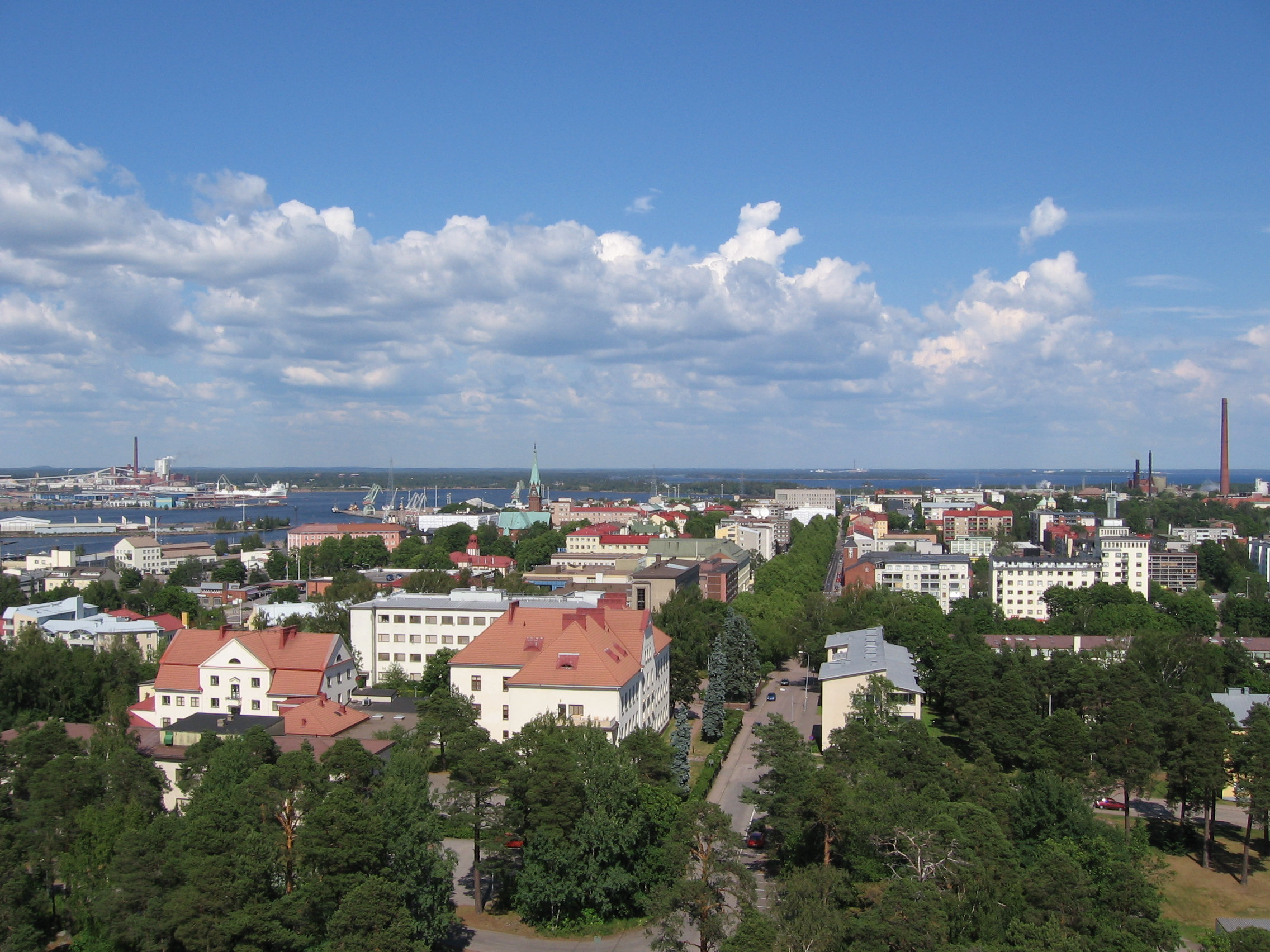
View of Kotka
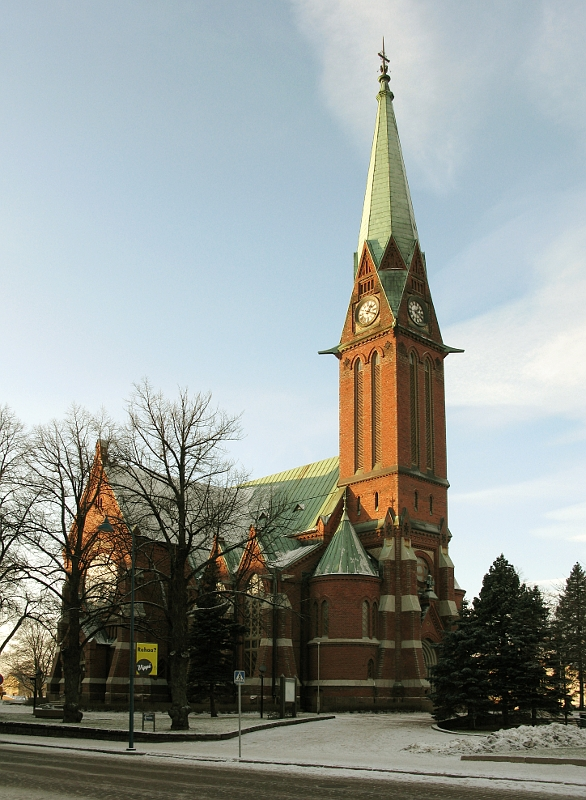
لوثرية كنيسة in Kotka
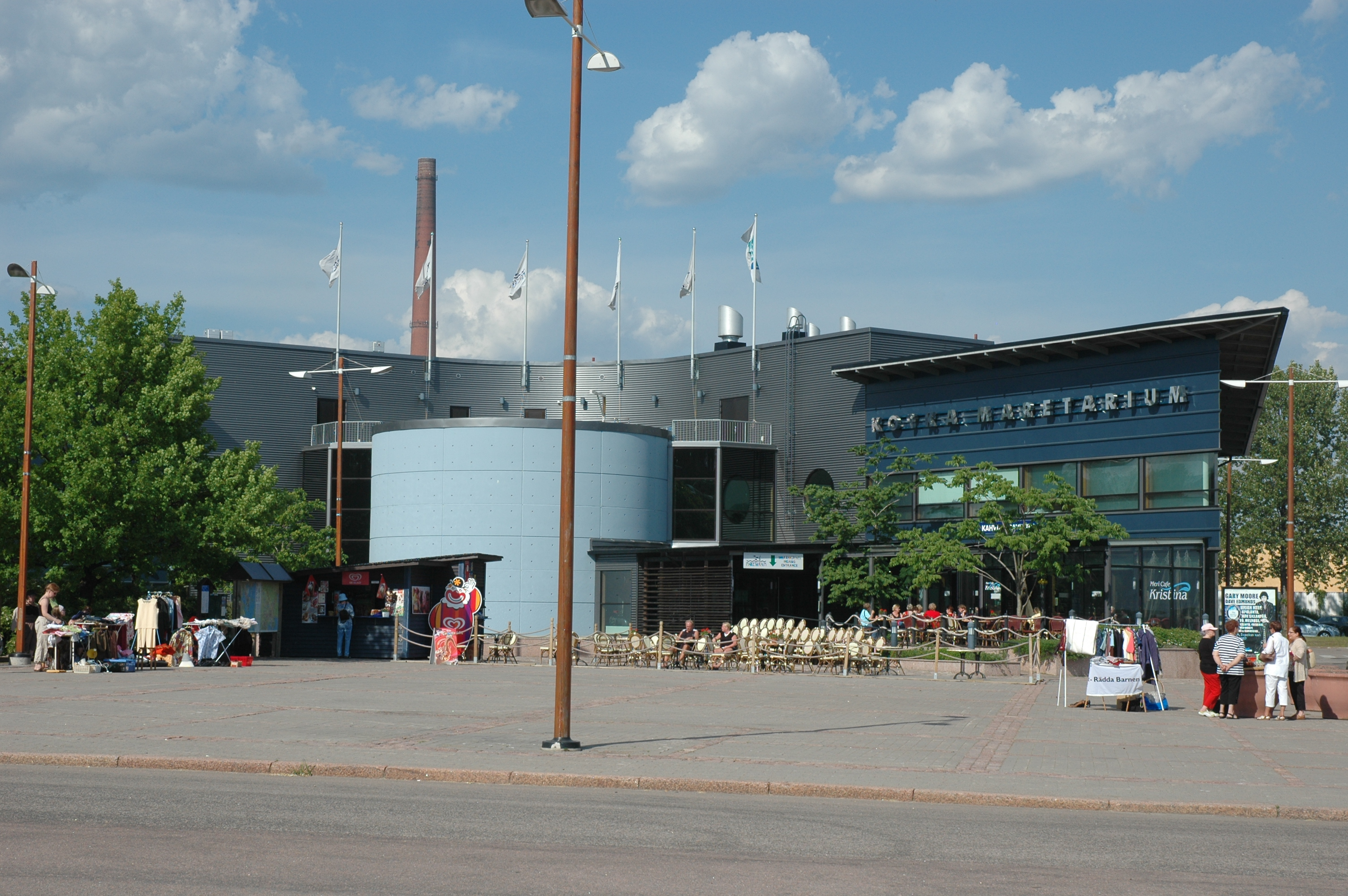
Maretarium - Finnish Sea Life
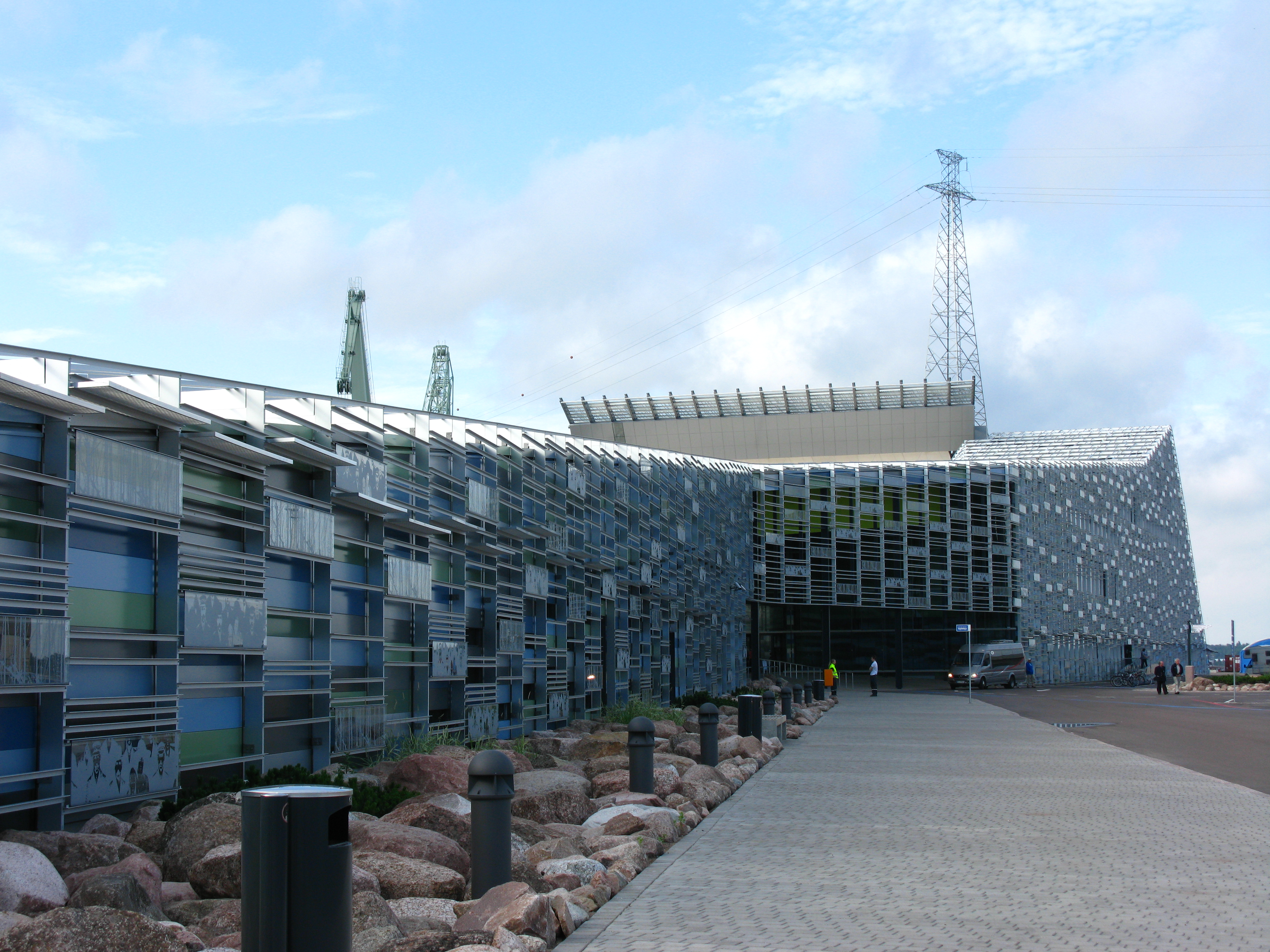
Maritime Centre Vellamo
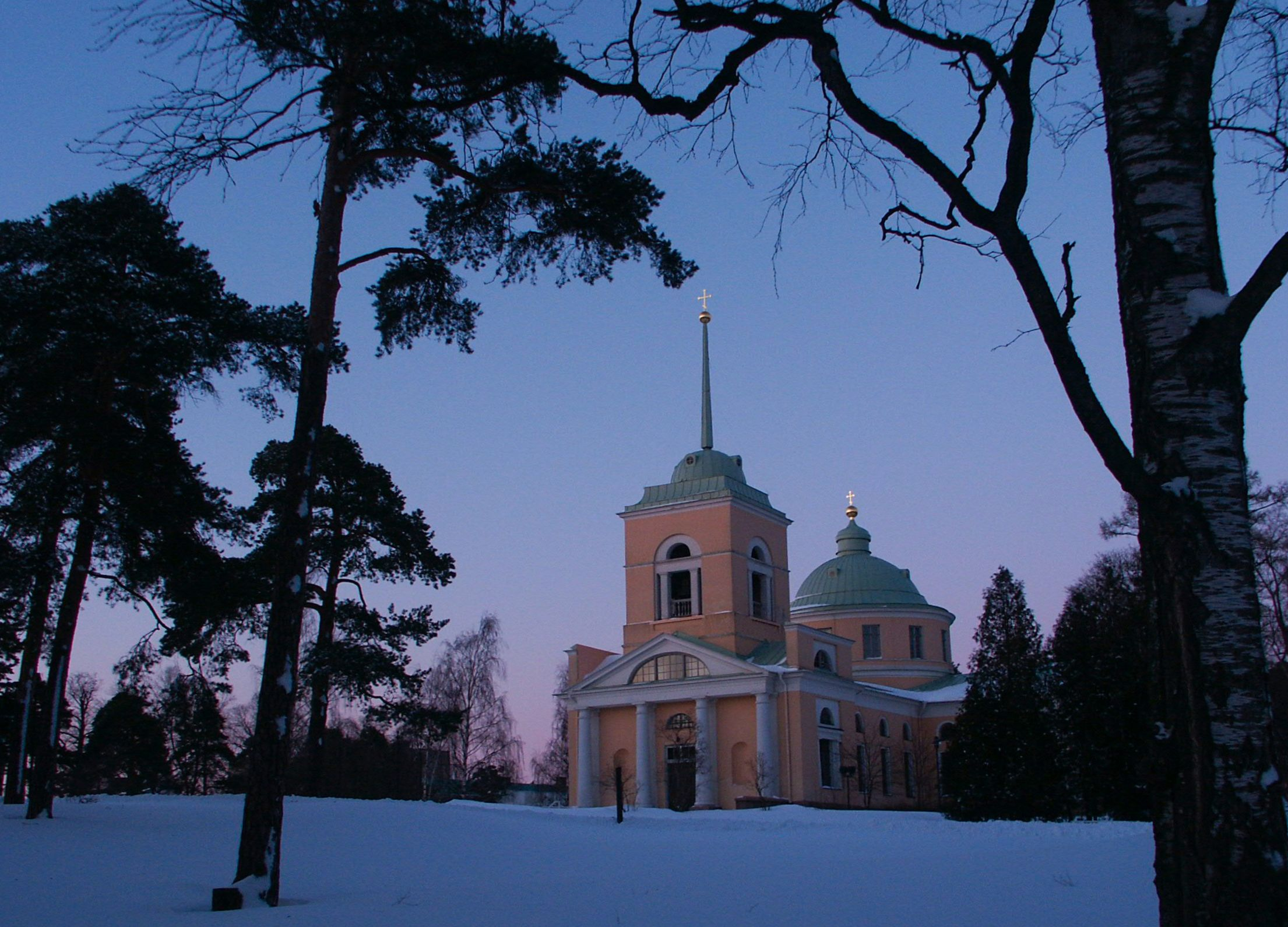
Chiesa ortodossa
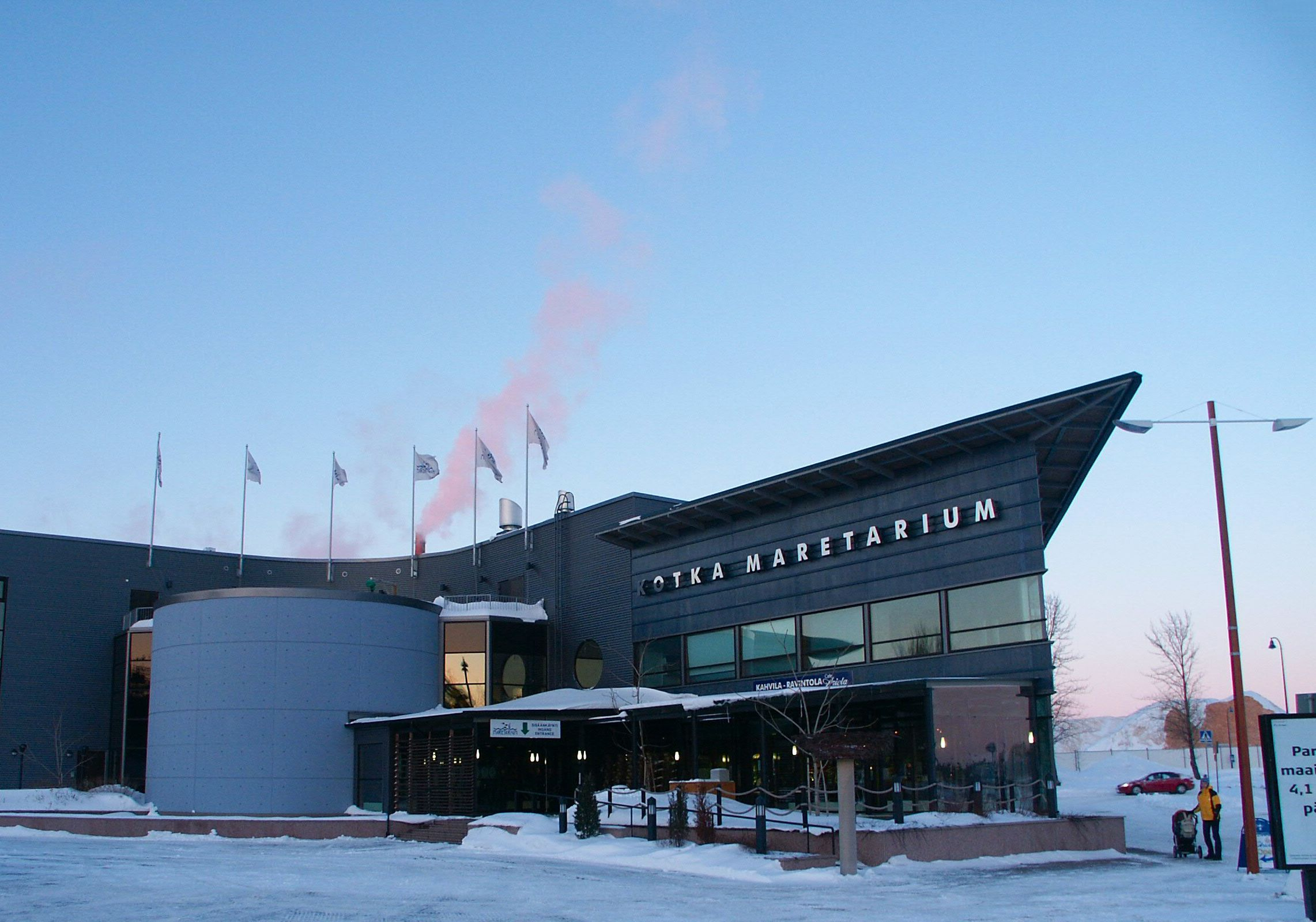
Il Maretarium (anche Aquarium)
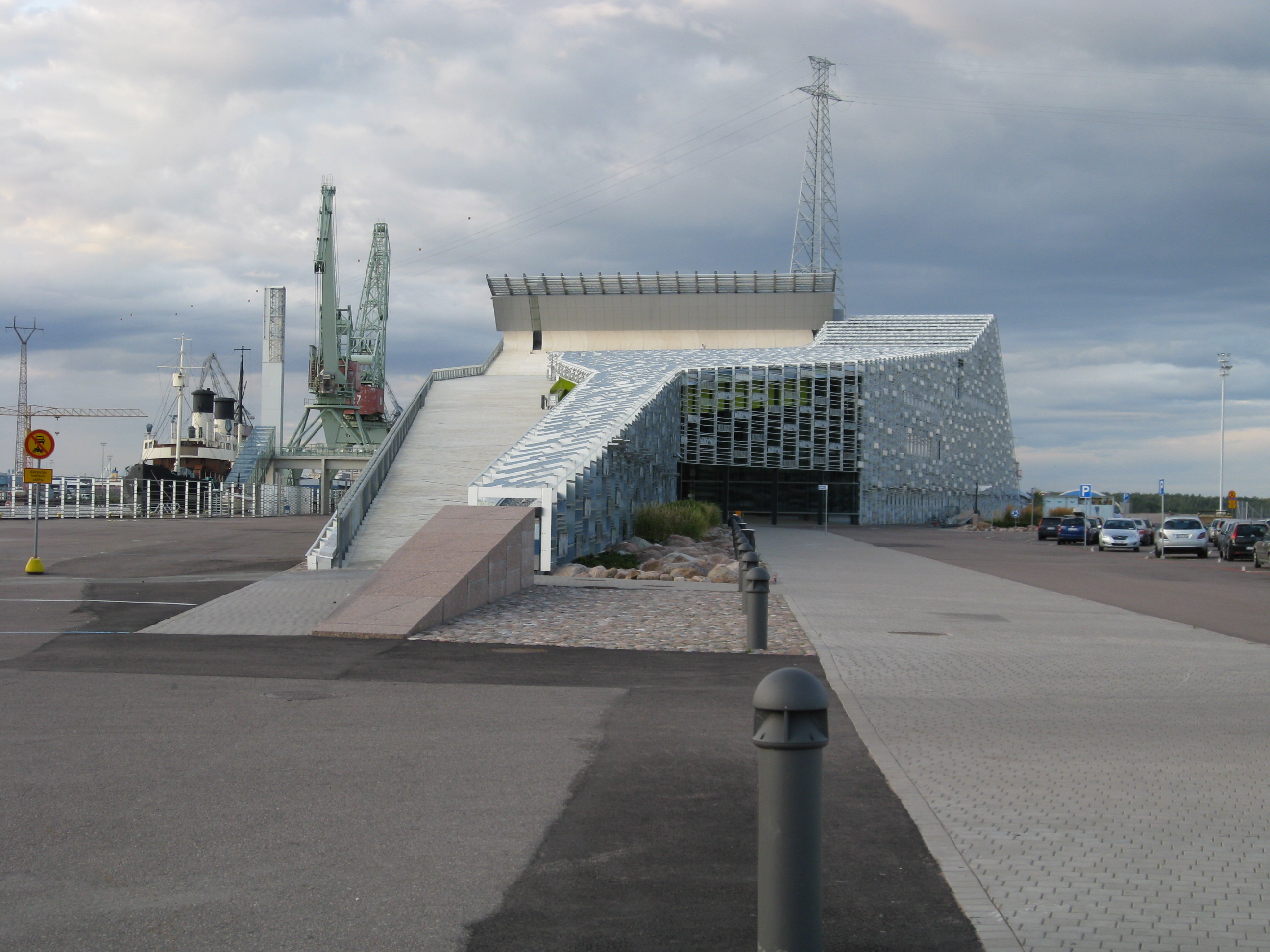
Sea Museum Vellamo
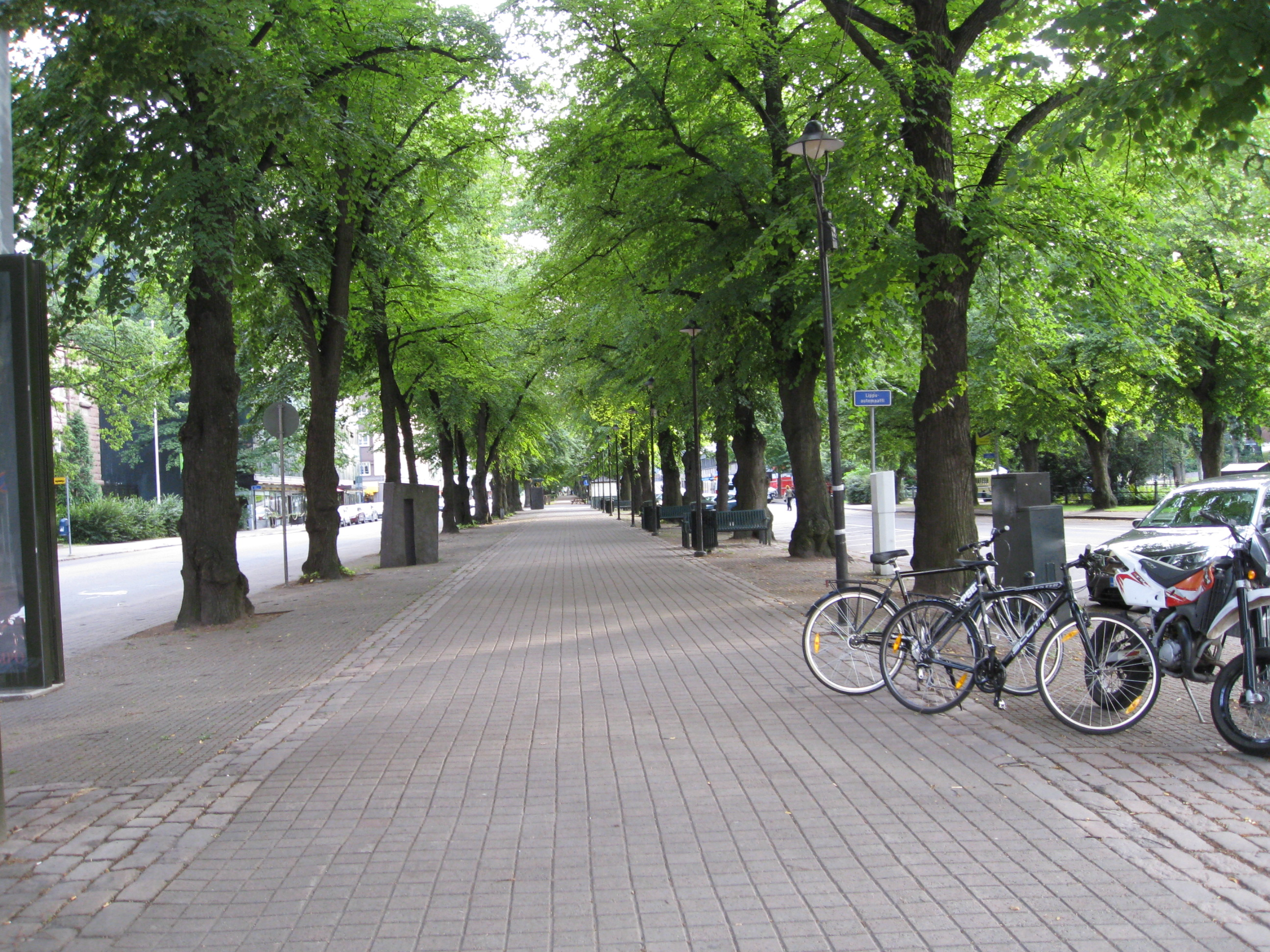
Mariankatu street in Kotka
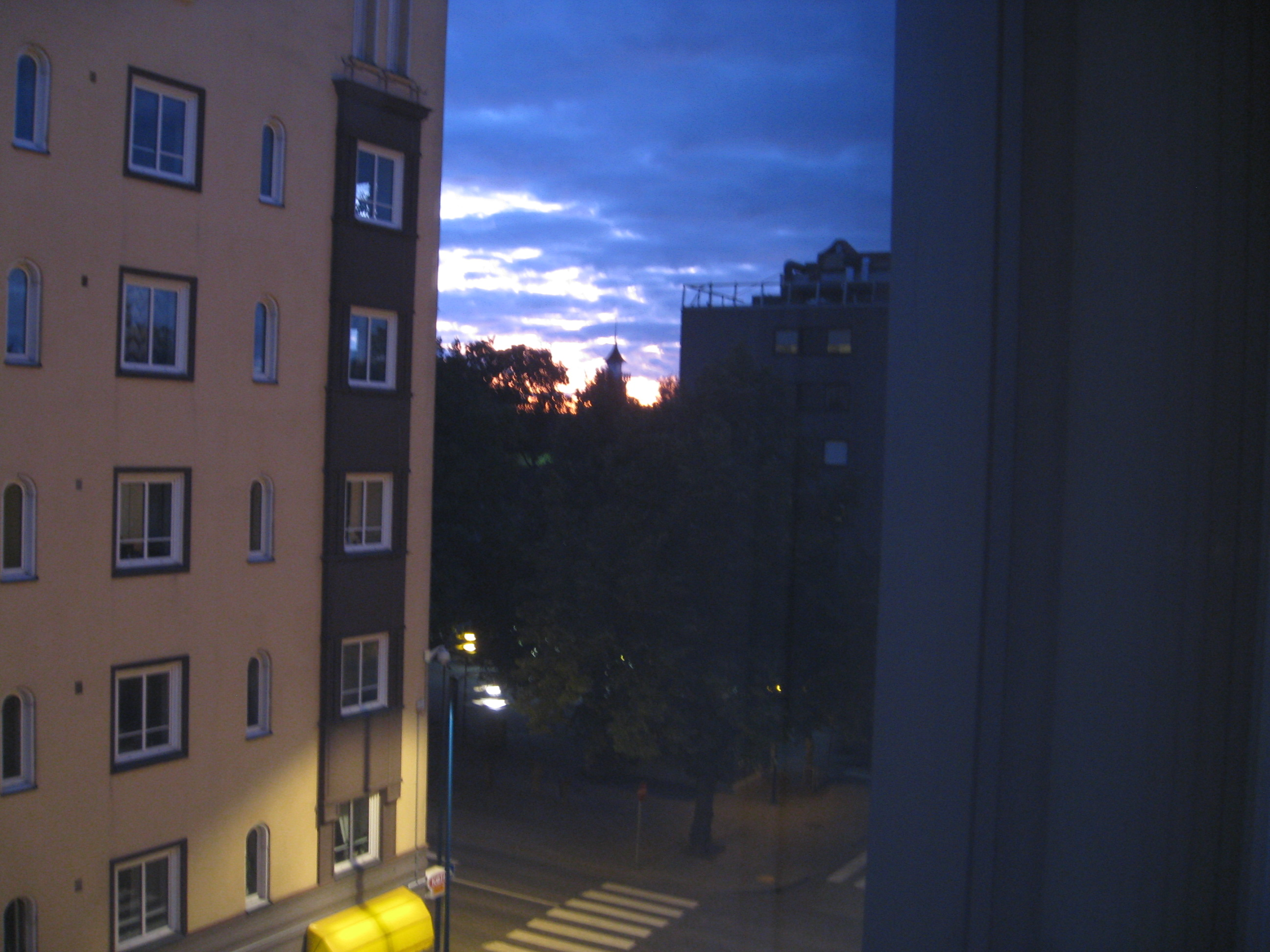
Sunset in Kotka - 19.August.2009, 21:34, hotel Sokos

## وصلات خارجية
- مدينة كوتكا– الموقع الرسمي
- خريطة كوتكا